# Орехов Лог
Орехов Лог (рос. Орехов Лог) — село у Краснозерському районі Новосибірської області Російської Федерації.
Входить до складу муніципального утворення Орехово-Логовська сільрада. Населення становить 932 особи (2010).

## Історія
Згідно із законом від 2 червня 2004 року органом місцевого самоврядування є Орехово-Логовська сільрада.

## Населення
| 2002 | 2007  | 2010 |
| ---- | ----- | ---- |
| 1115 | ↗1140 | ↘932 |